# Bradinopyga cornuta
Bradinopyga cornuta là một loài chuồn chuồn ngô thuộc họ Libellulidae. Nó được tìm thấy ở Botswana, Kenya, Malawi, Mozambique, Namibia, Nam Phi, Tanzania, Uganda, Zambia, Zimbabwe, có thể cả Burundi, và có thể cả Cameroon. Môi trường sống tự nhiên của chúng là rừng khô nhiệt đới hoặc cận nhiệt đới, rừng ẩm vùng đất thấp nhiệt đới hoặc cận nhiệt đới, xavan khô, xavan ẩm, vùng cây bụi khô khu vực nhiệt đới hoặc cận nhiệt đới, vùng cây bụi ẩm khu vực nhiệt đới hoặc cận nhiệt đới, và carxtơ nội địa.